# هاري أرشيبالد
هاري أرشيبالد هو سياسي كندي، ولد في 21 سبتمبر 1910 في كندا، وتوفي في 1 سبتمبر 1965. حزبياً، نشط في Co-operative Commonwealth Federation ‏. وقد انتخب عضو مجلس العموم الكندي.